# Haliscera conica
A Haliscera conica é uma espécie de hidrozoário pertencente à família Halicreatidae.

## Descrição
Tem um corpo com um formato de um guarda-chuva com até 18 milímetros de largura, com projeção muito espessa e cónica. Tem 64 a 72 tentáculos marginais em adultos, com 8 a 9 tentáculos e 2 estatocistos em cada octante, a base dos tentáculos é circundada por um amplo espessamento do tecido cnidocisto marginal, as gónadas são ovais, bem separadas do manúbrio na porção média de 8 canais radiais largos.